# Плотина Нижнетагильского завода
Плоти́на Нижнетаги́льского заво́да — гидротехническое сооружение на реке Тагил в Нижнем Тагиле. Строилась в 1722 году с образованием заводского пруда, в 1920-х, 1940-х и 1980-х годах была реконструирована. По гребню плотины проходит проезд, соединяющий улицу Островского с улицами Челюскинцев и Береговой-Ударной.

## История

### XVIII век
Плотина на реке Тагил у подножия горы Высокой строилась в 1722 году под руководством Леонтия Степановича Злобина для обеспечения энергией воды Нижнетагильского чугуноплавильного и железоделательного завода, запущенного в эксплуатацию в 1725 году. Место было выбрано с учётом наличия высоких берегов реки под Лисьей горой.
Строительство велось путём вбивания нескольких рядов деревянных свай по длине выкопанного рва под будущую плотину и укладывания на них слоями срубов, наполненных глиной. На период строительства главное русло частично освободили от воды путём строительства перемычек, которые смещали поток воды в сторону. Промежутки между срубами также заполнили глиной и утрамбовали. После формирования тела плотины со стороны слива обустроили глиняную насыпь и установили деревянные щиты на вешнячном (для спуска избыточной воды в весенний паводок) и двух ларевых (обеспечивавшими подвод воды к водяным колёсам) прорезах.
Нижнетагильский пруд был одним из самых обширных среди заводских прудов уральских заводов, обеспечивая беспрерывную работу предприятия. Напор воды позволил к 1780-м годам настроить работу системы из 57 водяных колёс на заводе.
Со временем заводская плотина стала центральным градостроительным элементом, связавшим жилые и промышленные постройки центра будущего города и завода.

### XIX век
По данным Ивана Филипповича Германа, в начале XIX века плотина имела длину 221 м, высоту 13 м, ширину в нижней части 85 м, в верхней — 42,6 м. Образовавшийся пруд разливался на 12 км, имел среднюю глубину 4 м, обеспечивая напор воды более 5 м. Со временем плотину надсыпали в высоту грунтом и металлургическими шлаками.
В 1899 году деревянный ларь был заменён на клёпаную железную трубу диаметром 3,8 м. В этот же период произвели береговую отсыпку плотины и заменили шлюзовые затворы. Впоследствии в 1957 году железный ларь отключили от водозабора и заменили двумя коллекторами диаметром по 800 мм, сохранив исторический ларь в качестве экспоната музея под открытым небом.

### XX век
В июле 1927 года из-за сильных дождей прорвало плотины Антоновского (на реке Чёрной, притоке Тагила) и Верхнетагильского заводов, напор воды на нижнетагильскую плотину быстро превысил допустимые 9 аршин. Во избежание прорыва плотины 16 июля все шлюзы пришлось открыть, что привело к затоплению территории завода на 1 метр и полной его остановке. Только 18 июля уровень воды начал снижаться. После этого наводнения в плотине обнаружили многочисленные промоины, поэтому в сентябре 1927 года — апреле 1928 года сооружение капитально отремонтировали. Деревянный вешнячный водопропуск заменили на железобетонный, деревянные затворы заменили на металлодеревянные, оборудованные электрическими лебёдками.
В конце 1940-х годов от Лисьей горы до середины плотины со стороны пруда забили металлический шпунтовой тын. Объём, образовавшийся между плотиной и тыном, заполнили землёй. Со стороны пруда установили здание водозабора с новыми шандорами, часть ларевого прореза в этом месте укрепили бетонными стенками. Эти мероприятия позволили снизить количество грунтовых вод на территории завода.
В начале 1990-х годов в одном из водопропусков обнаружили серьёзные повреждения, а в насыпной дамбе имелась существенная протечка. В июле 1994 года начался ремонт плотина с установкой кессона вблизи повреждённой стенки водопропуска. В ходе работ по заглублению кессона были обнаружены детали исторической основы тела протины — деревянные брусья, скреплённые с клетчатой рамой из брёвен. Часть извлечённых деревянных элементов передали в музейные экспозиции. После установки кессона его скрепили металлическими тягами со стеной водопропуска, а пространство между ними заполнили бетоном.
В 1989—1990 годах плотина была капитально реконструирована с заменой деревянных конструкций на металлические и железобетонные. За счёт шихтового двора бывшего доменного цеха расширили проезжую часть плотины. Были демонтированы коксовая и рудная эстакады, склад кокса и железнодорожный путь, а также здание углеизмельчительной фабрики. Для организации автомобильного и трамвайного движения по плотине поверх бетонных конструкций вешнячного прореза уложили железобетонные плиты.
14 марта 1990 года по плотине прошёл первый трамвай, а впоследствии появился новый трамвайный маршрут № 15.
За весь период эксплуатации нижнетагильская плотина ни разу не разрушалась, претерпевая лишь плановые ремонты и реконструкции.

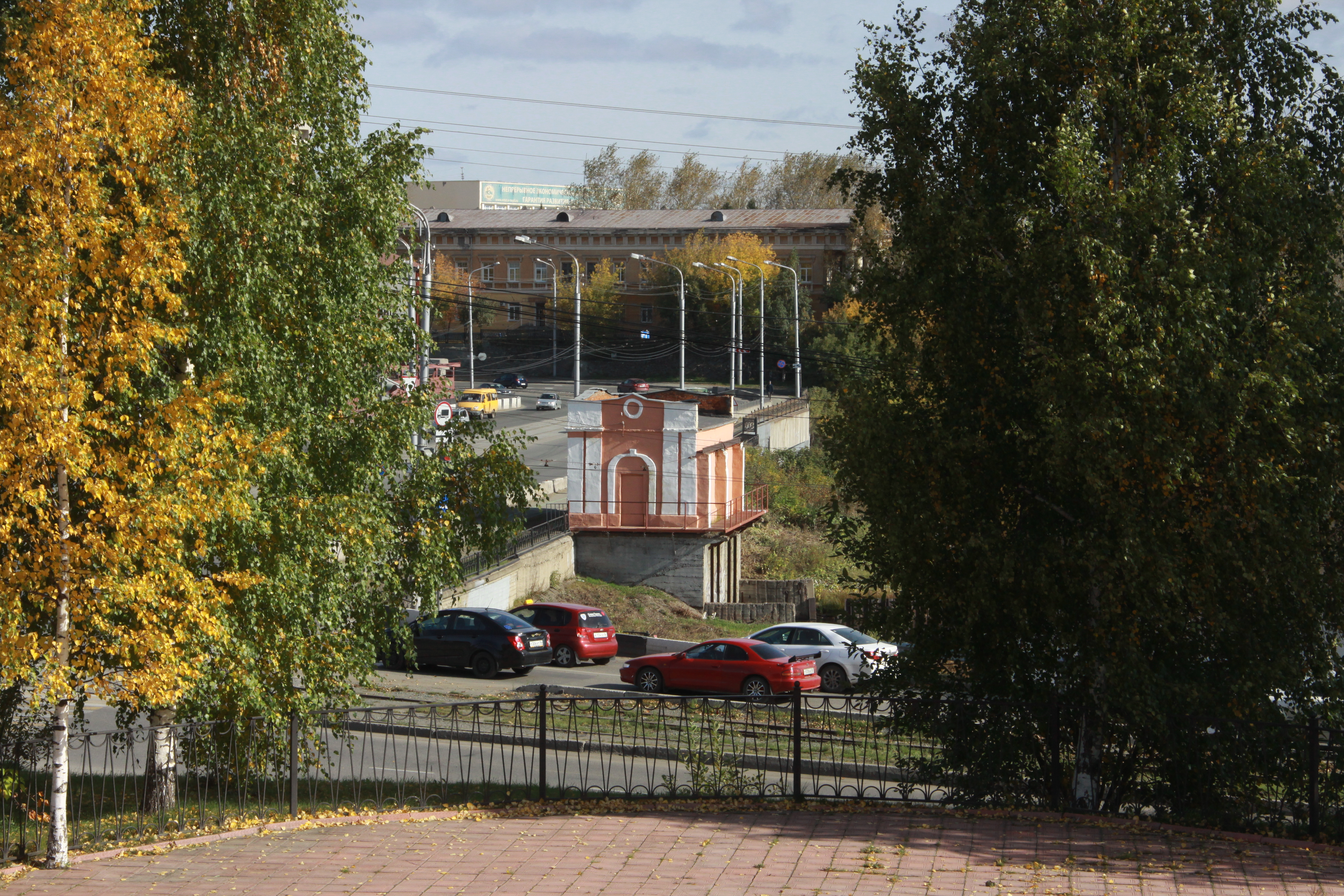
Здание исторического водозабора
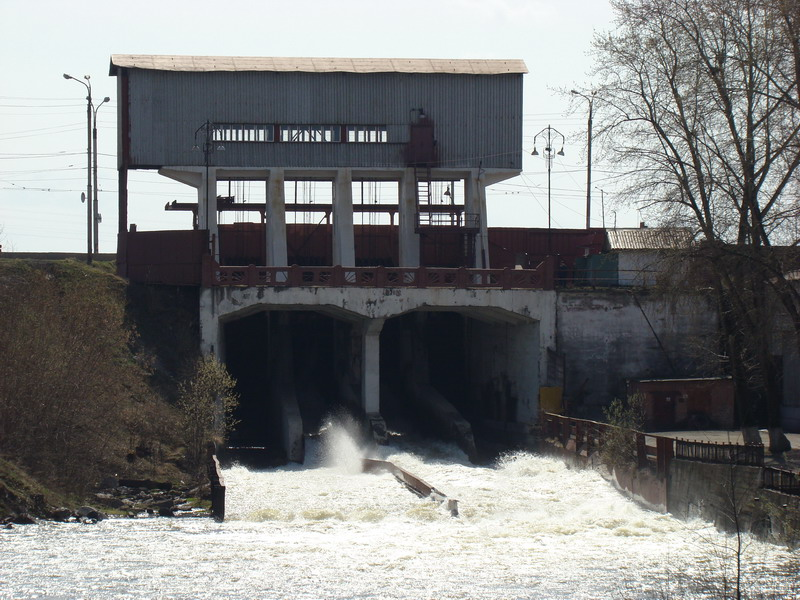
Слив плотины
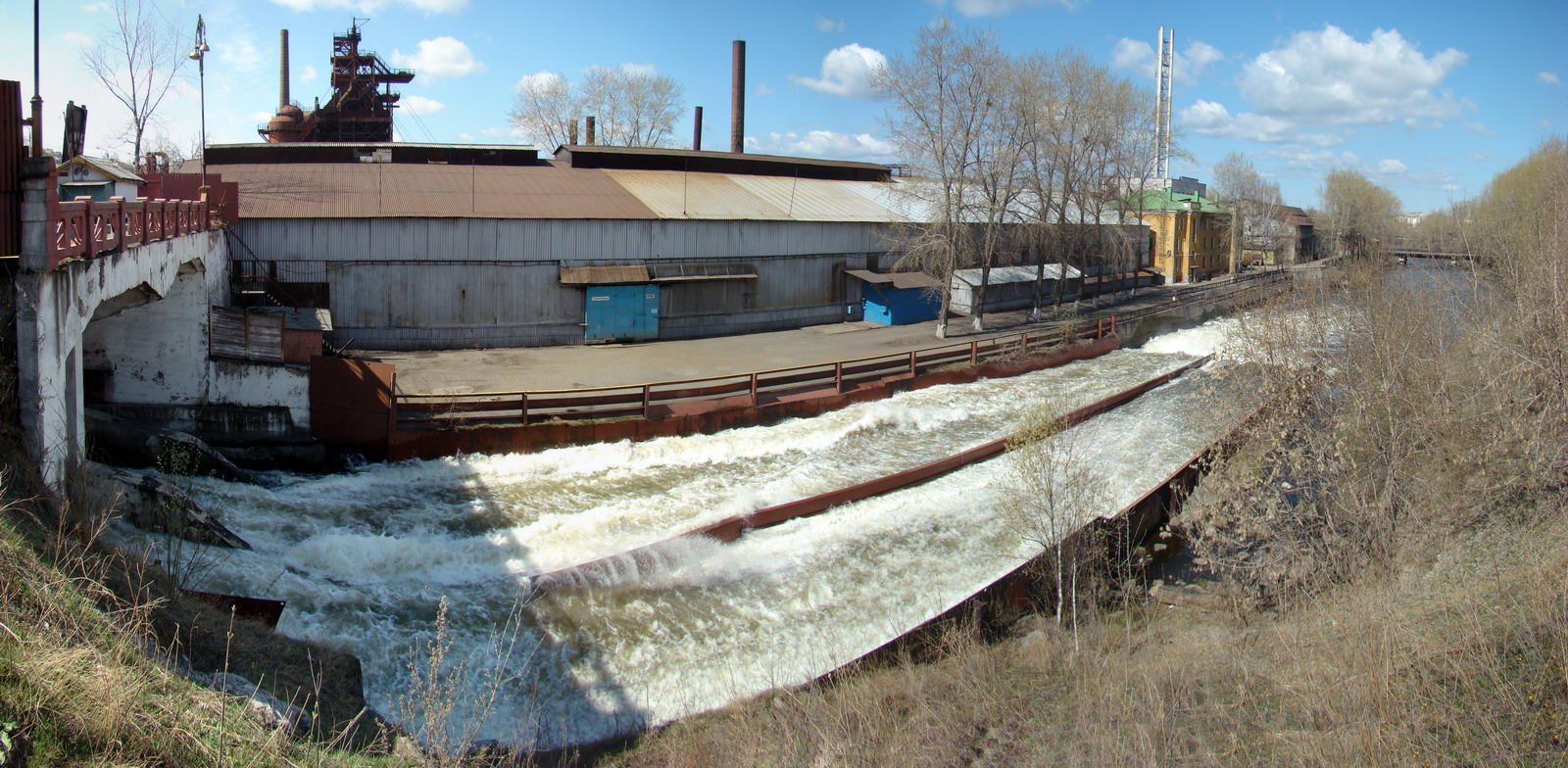
Панорама течения Тагила ниже плотины
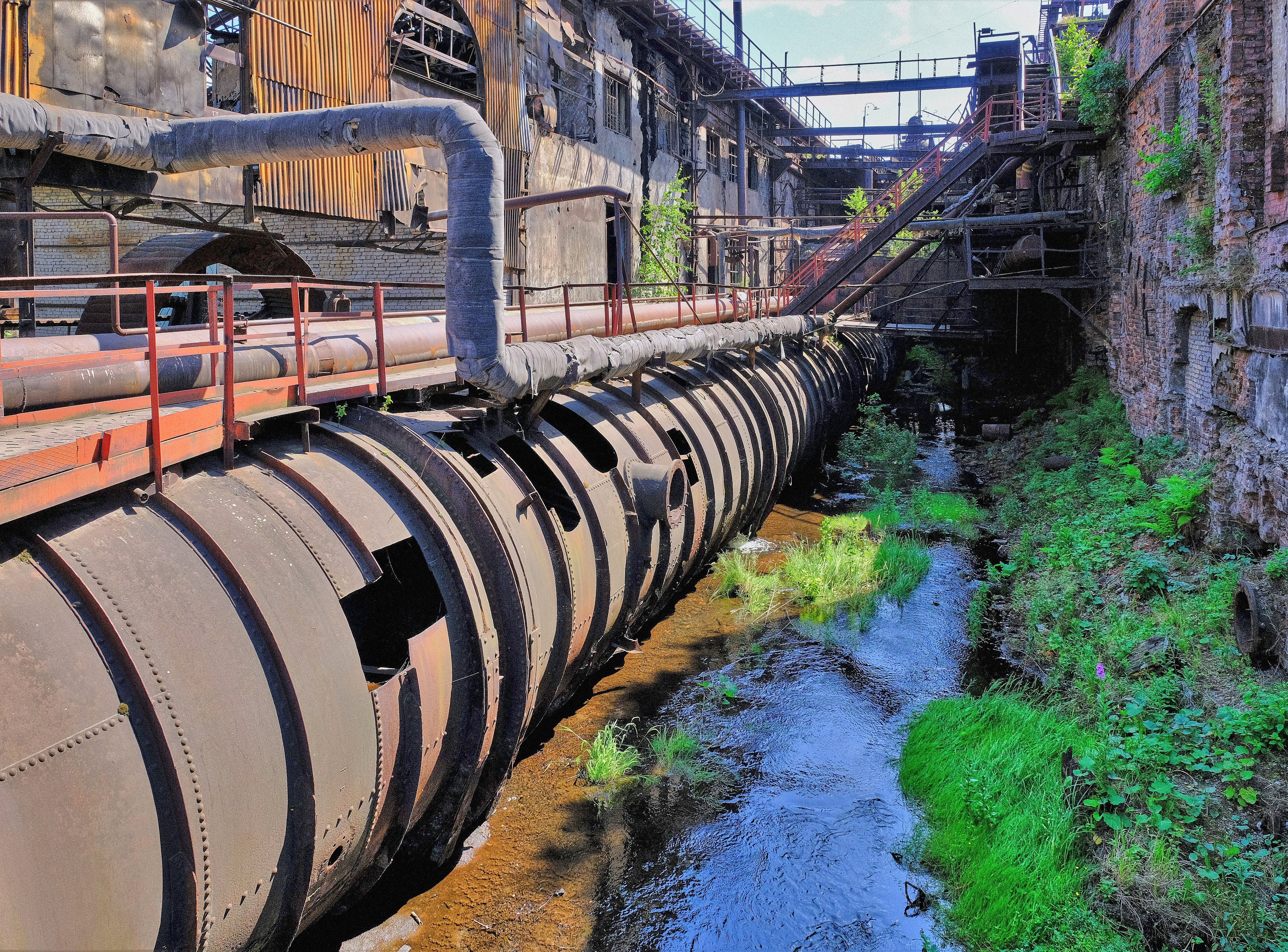
Сохранившиеся участки железного ларя
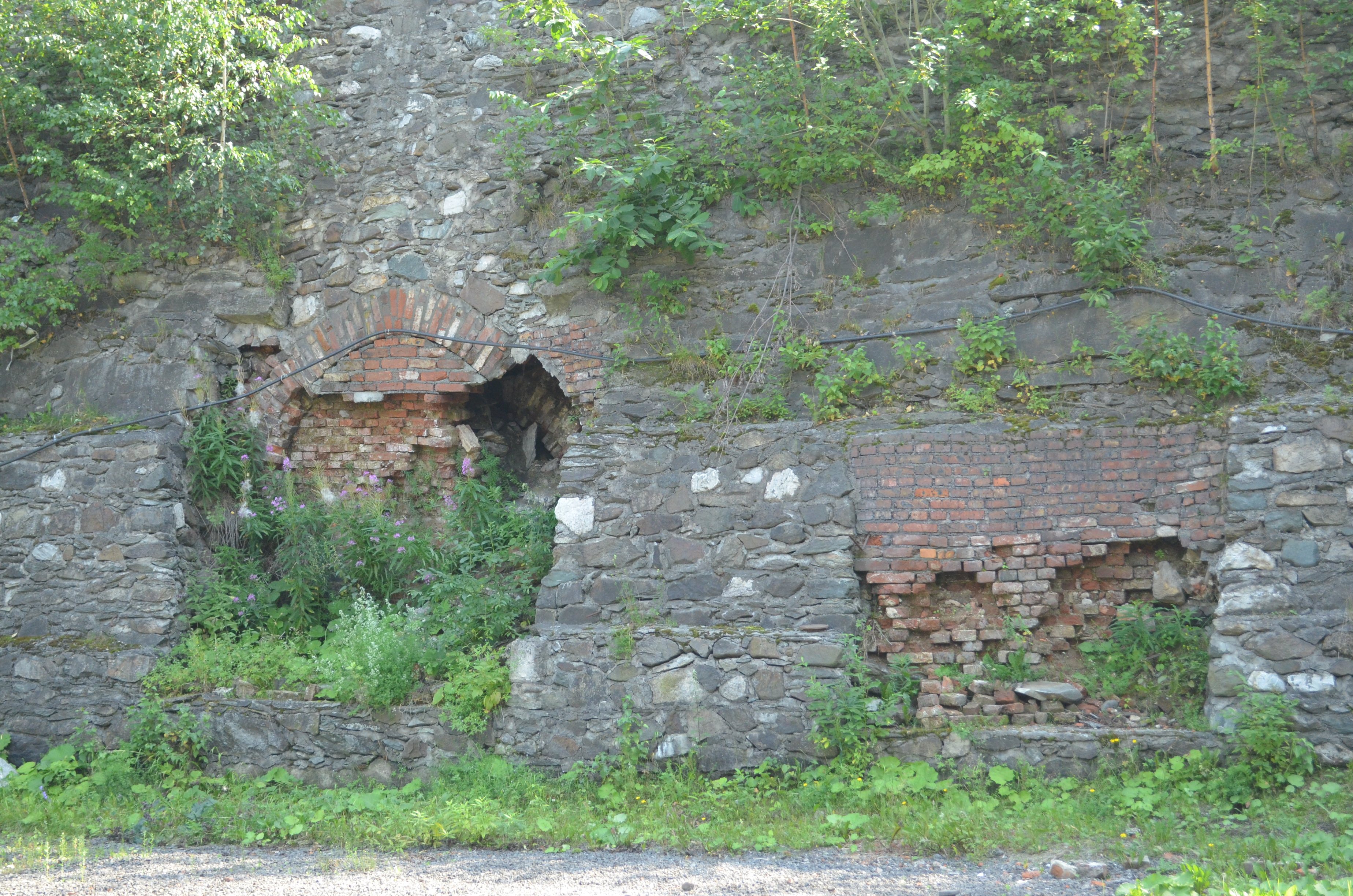
Заложенные прорезы в подпорной стенке